# Tyler Herro
Tyler Herro (* 20. Januar 2000 in Milwaukee, Wisconsin) ist ein US-amerikanischer Basketballspieler. Er steht seit der Saison 2019/20 für die Miami Heat in der National Basketball Association (NBA) unter Vertrag. Herro ist 1,96 Meter groß und läuft meist als Shooting Guard auf. Er wurde im NBA-Draftverfahren 2019 an 13. Stelle ausgewählt.

## High School
Der aus Milwaukee stammende Herro spielte in seiner Heimatstadt Basketball an der Whitnall High School. In seiner Senior-Saison erzielte er 32,9 Punkte, 7,4 Rebounds, 3,6 Assists und 3,3 Steals je Begegnung.

## College
Nach seinem Wechsel an die University of Kentucky war er dort gleich Leistungsträger und stand bei seinen 37 Einsätzen in der Saison 2018/19 stets in der Anfangsaufstellung. Herro war mit einem Punkteschnitt von 14 zweitbester Korbschütze der Mannschaft und mit 60 verwandelten Dreipunktwürfen in dieser statistischen Kategorie führend. Am 27. Februar 2019 erzielte Herro in einem 70:66-Sieg gegen die Arkansas Razorbacks mit 29 Punkten seinen College-Karrierehöchstwert.
Am 12. April 2019 gab Herro seine Absicht bekannt, sich für den NBA-Draft 2019 anzumelden.

## Professionelle Karriere

### NBA-Draft
In den meisten Draft-Vorhersagen wurde Herro als Pick in der Mitte der ersten Runde angesehen. Am 20. Juni 2019 wurde er im NBA-Draftverfahren von den Miami Heat an 13. Stelle ausgewählt.

### Miami Heat (seit 2019)
Sein NBA-Debüt, in welchem er in der Starting Five stand, bestritt Herro am 23. Oktober 2019. Bei einem 120:101-Sieg gegen die Memphis Grizzlies erzielte er 14 Punkte, 8 Rebounds und 2 Ballgewinne. Sechs Tage später, am 29. Oktober 2019, stand Herro erstmals in seiner NBA-Karriere nicht in der Startaufstellung, in diesem Spiel erzielte er mit 29 Punkten einen neuen Karrierehöchstwert und verhalf damit Miami zu einem 112:97-Sieg gegen die Atlanta Hawks.
Herro wurde für das Rising-Stars-Spiel während des All-Star-Wochenendes 2020 ausgewählt, konnte aber wegen einer Knöchelverletzung nicht teilnehmen. Am 12. August 2020 erzielte Herro während einer 115:116-Niederlage gegen den Oklahoma City Thunder mit 30 Punkten einen neuen Karrierehöchstwert.
Nachdem Miami in der Saison 2019/20 die Milwaukee Bucks in der zweiten Runde der NBA-Playoffs besiegt hatte, wurde Herro zum ersten Spieler in der Geschichte der NBA, welcher in den 2000ern geboren wurde und in einem Spiel der NBA-Conference-Finals auf dem Feld stand.
Im vierten Spiel der Finalserie der Eastern Conference 2020 erzielte Herro 37 Punkte und wurde damit zum vierten Spieler in der Geschichte der NBA-Playoffs, der in einer Begegnung 30 oder mehr Punkte vor der Vollendung seines 21. Lebensjahres erzielte. Er trug sich in der ewigen Punkte-Bestenliste der unter 21-jährigen NBA-Spieler hinter Magic Johnson auf dem zweiten Platz ein. Im selben Spiel stellte er im Alter von 20 Jahren und 247 Tagen auch den Rekord als jüngster Spieler mit 30 oder mehr Punkten in einer Partie einer NBA-Conference-Finalserie auf.
Nachdem er seiner Mannschaft in den Conference-Finalspielen 2020 zum Sieg gegen die Boston Celtics verholfen hatte, standen als Nächstes die Los Angeles Lakers in den NBA-Finals auf dem Spielplan. Auch in der Finalserie sorgte Herro für Bestmarken, unter anderem wurde er im zweiten Spiel mit 20 Jahren und 247 Tagen zum jüngsten Spieler, der in den NBA-Finals in einer Partie in der Anfangsaufstellung stand. Er übertraf damit Magic Johnsons Wert, den dieser im ersten Spiel der NBA-Finalserie 1980 aufgestellt hatte. Im vierten Spiel der Finalserie gegen Los Angeles erreichte Herro einen neuen Bestwert für die meisten von einem Rookie in den NBA-Playoffs erzielten Dreier (45). Herro verbesserte den bisherigen Rekord von Matt Maloney, der 43 Dreier in den Playoffs im Jahr 1997 traf. Allerdings verlor Herro die Finalserie mit Miami gegen die Los Angeles Lakers mit 2:4.
Mit 157 Punkten, die er in den ersten sieben Partien der Saison 2021/22 jeweils als Einwechselspieler erzielte, stellte Herro für diesen Zeitraum eine neue NBA-Bestmarke auf.
Am 3. Mai 2022 wurde verkündet, dass Herro zum NBA Sixth Man of the Year der Saison 2021/22 gewählt wurde.

## Persönliches
Der US-amerikanische Rapper Jack Harlow hat ein Lied geschrieben, das er nach Tyler Herro benannt hat.

## Erfolge und Auszeichnungen
- 1× NBA Sixth Man of the Year: 2022
- NBA All-Rookie Second Team: 2020
- 1× NBA All-Star: 2025

## Karriere-Statistiken

### NBA

#### Reguläre Saison
| Saison  | Team   | GP  | GS  | MPG  | FG % | 3P % | FT % | RPG | APG | SPG | BPG | PPG  |
| ------- | ------ | --- | --- | ---- | ---- | ---- | ---- | --- | --- | --- | --- | ---- |
| 2019–20 | Miami  | 55  | 8   | 27.4 | .428 | .389 | .870 | 4.1 | 2.2 | 0.6 | 0.2 | 13.5 |
| 2020–21 | Miami  | 54  | 15  | 30.3 | .439 | .360 | .803 | 5.0 | 3.4 | 0.6 | 0.3 | 15.1 |
| 2021–22 | Miami  | 66  | 10  | 32.6 | .447 | .399 | .868 | 5.0 | 4.0 | 0.7 | 0.1 | 20.7 |
| 2022–23 | Miami  | 67  | 67  | 34.9 | .439 | .378 | .934 | 5.4 | 4.2 | 0.8 | 0.2 | 20.1 |
| 2023–24 | Miami  | 42  | 40  | 33.5 | .441 | .396 | .856 | 5.3 | 4.5 | 0.7 | 0.1 | 20.8 |
| Gesamt  | Gesamt | 284 | 140 | 31.8 | .440 | .385 | .872 | 4.9 | 3.6 | 0.7 | 0.2 | 18.1 |

#### Play-offs
| Saison  | Team   | GP | GS | MPG  | FG % | 3P % | FT %  | RPG | APG | SPG | BPG | PPG  |
| ------- | ------ | -- | -- | ---- | ---- | ---- | ----- | --- | --- | --- | --- | ---- |
| 2019–20 | Miami  | 21 | 5  | 33.6 | .433 | .375 | .870  | 5.1 | 3.7 | 0.4 | 0.1 | 16.0 |
| 2020–21 | Miami  | 4  | 0  | 23.3 | .316 | .136 | 1.000 | 3.3 | 1.8 | 0.3 | 0.3 | 9.3  |
| 2021–22 | Miami  | 15 | 0  | 25.4 | .409 | .229 | .926  | 3.9 | 2.8 | 0.6 | 0.4 | 12.6 |
| 2022–23 | Miami  | 1  | 1  | 19.5 | .556 | .500 | —     | 2.0 | 2.0 | 0.0 | 1.0 | 12.0 |
| 2023–24 | Miami  | 5  | 5  | 37.0 | .385 | .349 | .900  | 3.6 | 5.4 | 0.4 | 0.0 | 16.8 |
| Gesamt  | Gesamt | 46 | 11 | 30.1 | .413 | .330 | .898  | 4.3 | 3.4 | 0.4 | 0.2 | 14.3 |